# Thamnotettix pellucida
Thamnotettix pellucida är en insektsart som beskrevs av Franz Xaver Fieber 1885. Thamnotettix pellucida ingår i släktet Thamnotettix och familjen dvärgstritar. Inga underarter finns listade i Catalogue of Life.